# Peabo Bryson
Peabo Bryson født Robert Peapo Bryson (født 13. april 1951 i Greenville, South Carolina) er en amerikansk R&B/Soul-sanger. Han er særlig kendt for sine softrock-ballader (ofte som en duet med en kvindelig sange), samt sange til flere Disney-film heriblandt "Beauty and the Beast" fra Skønheden og Udyret og "A Whole New World" fra Aladdin.

## Diskografi
- Peabo (1976)
- Reaching for the sky (1977)
- The peabo bryson collection (1977)
- Crosswinds (1978)
- Paradise (1980)
- Turn the hands of time (1980)
- I am love (1981)
- Straight from the heart (1984)
- Take no prisoners (1985)
- Quiet storm (1986)
- Positive (1987)
- Can you stop the rain (1991)
- Through the fire (1994)
- Unconditional love (1999)